# Distrito de Saddamiya Al-Mutlaa
Saddamiyat al-Mitla o Saddamiya Al-Mutlaa (en árabe: (قضاء صدامية المطلاع‎ fue un distrito de la gobernación de Basora durante la ocupación iraquí de Kuwait entre 1990 y 1991. La formación del distrito fue anunciada el 28 de agosto de 1990.  El nombre buscaba honrar al presidente iraquí Saddam Hussein .  

## Historia
Mientras que el resto de Kuwait fue anexado como la decimonovena gobernación de Irak , las partes estratégicas del norte de Kuwait fueron anexadas como el distrito de Saddamiyat al-Mitla como parte de la gobernación de Basora. 
El distrito cubría unos 7.000 kilómetros cuadrados (2700 kilómetros cuadrados).  Incluía la isla de Warbah , la isla de Bubiyan , el área alrededor de Abdali, el yacimiento petrolífero de Raudhatain , el yacimiento petrolífero de Sabriya, el yacimiento petrolífero de Ratqa y la parte sur del yacimiento petrolífero de Rumaila.  Aparte de sus recursos petroleros, el distrito poseía la mayoría de las fuentes de agua subterránea de Kuwait.  Los medios iraquíes declararon que se construiría en el distrito una nueva ciudad, también llamada Saddamiyat al-Mitla'. 
En ese momento, se especuló sobre si la ubicación del distrito de Saddamiyat al-Mitla 'en la gobernación de Basora en lugar de la gobernación de Kuwait indicaba que Irak podría haber estado listo para retirarse del resto de Kuwait pero mantener las áreas del norte.